# Nati nel 1850
| Questa pagina contiene informazioni ricavate automaticamente dalle voci biografiche con l'ausilio del template Bio e di un bot. L'aggiornamento è periodico e automatico e ricostruisce completamente la pagina. Se manca una persona in questa lista, sei pregato di non aggiungerla, ma accertati piuttosto che la sua voce biografica contenga il template Bio e che i dati anagrafici siano correttamente compilati. Se il template Bio manca, inseriscilo tu stesso o, in alternativa, metti l'avviso {{tmp\|Bio}} che ne segnala la mancanza. Se i dati riportati sono sbagliati, correggi direttamente la voce biografica; le modifiche saranno visibili in questa lista entro pochi giorni. Per chiarimenti vedi il progetto biografie. La lista contiene solo le 518 persone che sono citate nell'enciclopedia e per le quali è stato implementato correttamente il template Bio. Pagina aggiornata al 18 ago 2025. |

## Gennaio(52)
- 1º gennaio - Emil Bahrfeldt, numismatico tedesco († 1929)
- 1º gennaio - Charles Chenery, calciatore britannico († 1928)
- 1º gennaio - Cornelius Gurlitt, architetto tedesco († 1938)
- 1º gennaio - Ernesto Maldarelli, intagliatore, ebanista e scultore italiano († 1930)
- 3 gennaio - Eugène-Jacques Grellier, arcivescovo cattolico francese († 1939)
- 4 gennaio - Herbert Chipp, tennista britannico († 1903)
- 4 gennaio - Aristo Isola, patriota e politico italiano († 1919)
- 4 gennaio - Max Kalbeck, poeta, scrittore e critico musicale tedesco († 1921)
- 6 gennaio - Eduard Bernstein, politico, filosofo e scrittore tedesco († 1932)
- 6 gennaio - Guglielmo Romiti, medico e anatomista italiano († 1936)
- 6 gennaio - Xaver Scharwenka, pianista, compositore e docente tedesco († 1924)
- 8 gennaio - Vittorio De Asarta, ingegnere, imprenditore e politico italiano († 1909)
- 9 gennaio - Gaetano Müller, vescovo cattolico italiano († 1935)
- 10 gennaio - John Wellborn Root, architetto statunitense († 1891)
- 10 gennaio - Gaetano Savini, artista, cartografo e storico italiano († 1917)
- 11 gennaio - Filippo De Ferrari, filatelista francese († 1917)
- 11 gennaio - Eugen Kumičić, scrittore e politico croato († 1904)
- 12 gennaio - Gennaro Costagliola, arcivescovo cattolico italiano († 1919)
- 13 gennaio - Hermann Möller, linguista e filologo danese († 1923)
- 14 gennaio - Pierre Loti, scrittore e militare francese († 1923)
- 14 gennaio - Jean de Reszke, tenore e insegnante polacco († 1925)
- 14 gennaio - Aleksej Aleksandrovič Romanov, nobile russo († 1908)
- 15 gennaio - Mihai Eminescu, poeta, filologo e scrittore rumeno († 1889)
- 15 gennaio - Paul Guiraud, storico francese († 1907)
- 15 gennaio - Sof'ja Vasil'evna Kovalevskaja, matematica, fisica e attivista russa († 1891)
- 17 gennaio - Joaquim Arcoverde de Albuquerque Cavalcanti, cardinale e arcivescovo cattolico brasiliano († 1930)
- 17 gennaio - Carlo Marchesetti, archeologo, paleontologo e botanico italiano († 1926)
- 17 gennaio - Giuseppe Sangiorgi, mercante d'arte italiano († 1928)
- 17 gennaio - Aleksandr Sergeevič Taneev, nobile, politico e compositore russo († 1918)
- 18 gennaio - Seth Low, educatore e politico statunitense († 1916)
- 18 gennaio - Paolo Valera, giornalista e scrittore italiano († 1926)
- 19 gennaio - Augustine Birrell, politico e critico letterario inglese († 1933)
- 21 gennaio - Carlo Avallone, ammiraglio italiano († 1926)
- 22 gennaio - Enrico Bosio, pastore protestante e teologo italiano († 1935)
- 22 gennaio - Robert Somers Brookings, mercante e filantropo statunitense († 1932)
- 23 gennaio - Gaspare Invrea, scrittore e poeta italiano († 1917)
- 24 gennaio - Hermann Ebbinghaus, psicologo e filosofo tedesco († 1909)
- 24 gennaio - Giuseppe Mori, cardinale italiano († 1934)
- 25 gennaio - Gerardo Marchioro, architetto italiano († 1922)
- 27 gennaio - Andrea Bernabè, circense italiano († 1920)
- 27 gennaio - John Collier, politico, scrittore e pittore britannico († 1934)
- 27 gennaio - Marie Fillunger, soprano e insegnante austriaca († 1930)
- 27 gennaio - Edward Smith, comandante marittimo britannico († 1912)
- 29 gennaio - Lawrence Hargrave, pioniere dell'aviazione, inventore e esploratore inglese († 1915)
- 29 gennaio - Ebenezer Howard, urbanista e esperantista britannico († 1928)
- 29 gennaio - Edmond Nocard, veterinario e microbiologo francese († 1903)
- 29 gennaio - Mary Alicia Owen, storica statunitense († 1935)
- 29 gennaio - Maria di Schwarzburg-Rudolstadt, tedesca († 1922)
- 29 gennaio - Jeannette Thurber, mecenate statunitense († 1946)
- 30 gennaio - Ferdinando Fontana, commediografo, librettista e scrittore italiano († 1919)
- 30 gennaio - Aleksander Gierymski, pittore polacco († 1901)
- 31 gennaio - Emma Perodi, giornalista e scrittrice italiana († 1918)

## Febbraio(31)
- 1º febbraio - Angelo Ardinghi, incisore italiano († 1897)
- 2 febbraio - Alessandro Fabri, politico e medico italiano († 1922)
- 2 febbraio - Ignaz Mitterer, compositore austriaco († 1924)
- 2 febbraio - Otto Seeck, storico tedesco († 1921)
- 4 febbraio - Michele Amato Pojero, politico italiano († 1914)
- 5 febbraio - Julius Adrian Pollacsek, scrittore, giornalista e imprenditore austro-ungarico
- 8 febbraio - Kate Chopin, scrittrice statunitense († 1904)
- 8 febbraio - Fritz Schöll, filologo classico tedesco († 1919)
- 10 febbraio - Alexander von Linsingen, generale tedesco († 1935)
- 11 febbraio - Louis Archinard, generale francese († 1932)
- 12 febbraio - William Morris Davis, geografo e geologo statunitense († 1934)
- 13 febbraio - Antonio Della Valle, zoologo italiano († 1935)
- 14 febbraio - Valentino Cerruti, matematico, fisico e politico italiano († 1909)
- 14 febbraio - Mortimer Durand, diplomatico e scrittore britannico († 1924)
- 14 febbraio - Kiyoura Keigo, politico giapponese († 1942)
- 14 febbraio - Ciro Punzo, pittore italiano († 1925)
- 14 febbraio - Nikolaj Konstantinovič Romanov, nobile russo († 1918)
- 15 febbraio - Sophie Bryant, matematica, educatrice e attivista irlandese († 1922)
- 17 febbraio - Georg Gaffky, medico tedesco († 1918)
- 18 febbraio - George Henschel, direttore d'orchestra, compositore e baritono britannico († 1934)
- 19 febbraio - Richard Brewer, pistolero e avvocato statunitense († 1878)
- 20 febbraio - Wilhelm Braune, filologo e filosofo tedesco († 1926)
- 21 febbraio - Vittorio Avanzi, pittore italiano († 1913)
- 21 febbraio - Arthur Gundaccar von Suttner, scrittore e pacifista austriaco († 1902)
- 22 febbraio - Isaac Rice, imprenditore e mecenate statunitense († 1915)
- 23 febbraio - Julian Ochorowicz, filosofo, psicologo e scrittore polacco († 1917)
- 23 febbraio - César Ritz, imprenditore svizzero († 1918)
- 24 febbraio - Mari Jászai, attrice ungherese († 1926)
- 24 febbraio - Maximilian von Schwartzkoppen, ufficiale prussiano († 1917)
- 26 febbraio - Eugenio Interguglielmi, fotografo italiano († 1911)
- 27 febbraio - Henry Huntington, imprenditore statunitense († 1927)

## Marzo(37)
- 1º marzo - Francesco Besucco, italiano († 1864)
- 1º marzo - Rafaela Porras y Ayllón, religiosa spagnola († 1925)
- 3 marzo - Almerico Meomartini, architetto, archeologo e scrittore italiano († 1923)
- 3 marzo - Zdenko Hans Skraup, chimico ceco († 1910)
- 3 marzo - Henry Henshaw, ornitologo e etnologo statunitense († 1930)
- 3 marzo - Gaetano Zoppi, generale e dirigente sportivo italiano († 1948)
- 4 marzo - Luigi Giuseppe Lasagna, vescovo cattolico italiano († 1895)
- 5 marzo - Gaetano Crugnola, ingegnere e scrittore italiano († 1910)
- 5 marzo - Albert Kalthoff, teologo e filosofo tedesco († 1906)
- 6 marzo - Angelo Achini, pittore italiano († 1930)
- 6 marzo - Victoria Benedictsson, scrittrice svedese († 1888)
- 6 marzo - Costanzo Ciarletta, ingegnere italiano († 1935)
- 6 marzo - Adolf Martens, ingegnere e inventore tedesco († 1914)
- 6 marzo - David Supino, politico e giurista italiano († 1937)
- 7 marzo - Georg Ledebour, politico tedesco († 1947)
- 7 marzo - Pasquale Liotta Cristaldi, pittore italiano († 1909)
- 7 marzo - Tomáš Masaryk, sociologo, filosofo e politico cecoslovacco († 1937)
- 8 marzo - Vito Nicola De Nicolò, avvocato, giornalista e politico italiano († 1902)
- 8 marzo - Carl Robert, filologo classico e archeologo tedesco († 1922)
- 9 marzo - Josias von Heeringen, generale tedesco († 1926)
- 9 marzo - Alexandre Luigini, compositore e direttore d'orchestra francese († 1906)
- 10 marzo - Maffeo Barberini Colonna di Sciarra, VIII principe di Carbognano, politico e imprenditore italiano († 1925)
- 10 marzo - Spencer Gore, tennista e crickettista britannico († 1906)
- 13 marzo - Alfred Goodwyn, calciatore inglese († 1874)
- 15 marzo - Carl Bildt, nobile, diplomatico e storico svedese († 1931)
- 16 marzo - Alexander Bittner, paleontologo e geologo austriaco († 1902)
- 17 marzo - Massimo Bonardi, politico italiano († 1905)
- 18 marzo - Alfred Maudslay, diplomatico britannico († 1931)
- 19 marzo - Cesare Mangili, banchiere italiano († 1917)
- 23 marzo - Luigi Rovelli, architetto italiano († 1911)
- 25 marzo - Adolfo Feragutti Visconti, pittore e incisore svizzero († 1924)
- 26 marzo - Edward Bellamy, scrittore statunitense († 1898)
- 28 marzo - Emidio Cerulli, politico italiano († 1909)
- 29 marzo - Ramachandra Vitthala Rao, principe indiano († 1892)
- 30 marzo - Albert von Ettingshausen, fisico tedesco († 1932)
- 31 marzo - Friedrich Knauer, zoologo austriaco († 1926)
- 31 marzo - Charles Doolittle Walcott, geologo e paleontologo statunitense († 1927)

## Aprile(33)
- 2 aprile - Charles Giron, pittore svizzero († 1914)
- 2 aprile - Nunzio Nasi, politico italiano († 1935)
- 2 aprile - Selma Nicklaß-Kempnert, soprano e insegnante tedesca († 1928)
- 2 aprile - William Richardson Linton, botanico inglese († 1908)
- 2 aprile - Alexandre Vallaury, architetto ottomano († 1921)
- 4 aprile - Filadelfo Fichera, ingegnere e architetto italiano († 1909)
- 4 aprile - Francesco Maria Mirabella, storico, educatore e poeta italiano († 1931)
- 5 aprile - Enrico Mazzanti, ingegnere e disegnatore italiano († 1910)
- 7 aprile - Michele Zezza, patriarca cattolico italiano († 1927)
- 8 aprile - William Henry Welch, medico statunitense († 1934)
- 9 aprile - George Huntington, medico statunitense († 1916)
- 10 aprile - Ezechiele Acerbi, pittore italiano († 1920)
- 10 aprile - Vincent Strouhal, fisico ceco († 1922)
- 12 aprile - Nikolaj Dmitrievič Golicyn, politico russo († 1925)
- 13 aprile - Bernát Alexander, filosofo e scrittore ungherese († 1927)
- 13 aprile - Karl Budde, teologo, biblista e traduttore tedesco († 1935)
- 14 aprile - Raniero Gigliarelli, medico italiano († 1918)
- 14 aprile - Conrad Warner, dirigente sportivo e calciatore inglese († 1890)
- 15 aprile - Giuseppe Borsani, politico e ingegnere italiano († 1906)
- 15 aprile - John Munro Longyear, imprenditore e politico statunitense († 1922)
- 20 aprile - Daniel Chester French, scultore statunitense († 1931)
- 20 aprile - Amedeo Crivellucci, storico italiano († 1914)
- 20 aprile - Enrico Gismondi, orientalista italiano († 1912)
- 20 aprile - Jean-François Raffaelli, pittore francese († 1924)
- 20 aprile - Bernardino Varisco, filosofo, matematico e politico italiano († 1933)
- 21 aprile - Pasquale Cinquegrana, paroliere italiano († 1939)
- 21 aprile - Franco Tosi, ingegnere, imprenditore e politico italiano († 1898)
- 22 aprile - Veronica Micle, poetessa e scrittrice romena († 1889)
- 23 aprile - Arnold Kirke-Smith, calciatore inglese († 1927)
- 24 aprile - Murdo MacKenzie, imprenditore britannico († 1939)
- 25 aprile - José Grases Riera, architetto spagnolo († 1919)
- 26 aprile - Harry Bates, scultore britannico († 1899)
- 27 aprile - Hans von Beseler, generale tedesco († 1921)

## Maggio(47)
- 1º maggio - Robert Binswanger, psichiatra svizzero († 1910)
- 1º maggio - Giovanni Mariotti, politico e archeologo italiano († 1935)
- 1º maggio - Arturo, duca di Connaught e Strathearn, nobile († 1942)
- 3 maggio - Johnny Ringo, pistolero e criminale statunitense († 1882)
- 4 maggio - Nicola Misasi, scrittore e giornalista italiano († 1923)
- 4 maggio - Emanuel Schiffers, scacchista russo († 1904)
- 4 maggio - Ugo Sorani, politico e giurista italiano († 1906)
- 5 maggio - Tasziló Festetics, nobile ungherese († 1933)
- 7 maggio - Pietro Bangher, brigante italiano
- 7 maggio - E.T. Jones, nuotatore britannico († 1904)
- 7 maggio - Lloyd Mathews, militare e politico britannico († 1901)
- 7 maggio - Charles Morice, calciatore inglese († 1932)
- 7 maggio - Anton Seidl, direttore d'orchestra ungherese († 1898)
- 8 maggio - José Ferraz de Almeida Júnior, pittore brasiliano († 1899)
- 9 maggio - Constantino di Oldenburg, duca († 1906)
- 9 maggio - Edward Weston, chimico, ingegnere e imprenditore statunitense († 1936)
- 10 maggio - Michel Gandoger, micologo e botanico francese († 1926)
- 10 maggio - Piero Lucca, ingegnere e politico italiano († 1921)
- 12 maggio - Henry Cabot Lodge, politico statunitense († 1924)
- 13 maggio - Modest Il'ič Čajkovskij, drammaturgo e librettista russo († 1916)
- 13 maggio - Attilio Hortis, patriota, storico e politico italiano († 1926)
- 13 maggio - Robert Sandilands Frowd Walker, militare, atleta e crickettista inglese († 1917)
- 14 maggio - Alva Adams, politico statunitense († 1922)
- 15 maggio - Amédée Aubry, tiratore a volo francese
- 15 maggio - Jan Beyzym, presbitero polacco († 1912)
- 15 maggio - Felice Santini, medico, militare e politico italiano († 1922)
- 16 maggio - Ida Baccini, giornalista e scrittrice italiana († 1911)
- 16 maggio - Johannes von Mikulicz-Radecki, chirurgo austriaco († 1905)
- 17 maggio - Francesco Lorenzo Pullè, glottologo, politico e militare italiano († 1934)
- 17 maggio - Antonio Scontrino, compositore e contrabbassista italiano († 1922)
- 18 maggio - Oliver Heaviside, matematico, fisico e ingegnere britannico († 1925)
- 20 maggio - Enea Grazioso Lanfranconi, ingegnere e inventore italiano († 1895)
- 21 maggio - Giuseppe Mercalli, geologo, sismologo e vulcanologo italiano († 1914)
- 22 maggio - Francesco Balsamo, botanico italiano († 1922)
- 23 maggio - George Claridge Druce, botanico inglese († 1932)
- 23 maggio - Rosa Maria Segale, religiosa e missionaria italiana († 1941)
- 24 maggio - Domenico Bortolan, letterato e storico italiano († 1928)
- 24 maggio - Rosa Junck, esperantista boema († 1929)
- 26 maggio - Amélie Lundahl, pittrice finlandese († 1914)
- 27 maggio - Eduard Ausfeld, archivista e storico tedesco († 1906)
- 27 maggio - Thomas Neill Cream, serial killer britannico († 1892)
- 28 maggio - Heinrich Ernemann, inventore e imprenditore tedesco († 1928)
- 28 maggio - Frederic William Maitland, giurista e storico inglese († 1906)
- 29 maggio - Guido Goldschmiedt, chimico austriaco († 1915)
- 30 maggio - Antonio Pujia, presbitero, teologo e storico italiano († 1918)
- 31 maggio - Gaetano Chierchia, ammiraglio italiano († 1922)
- 31 maggio - Alphonse Pénaud, ingegnere, inventore e pioniere dell'aviazione francese († 1880)

## Giugno(36)
- 1º giugno - Sami Frashëri, scrittore, filosofo e drammaturgo albanese († 1904)
- 1º giugno - Gregor von Bochmann, pittore tedesco († 1930)
- 2 giugno - Edward Albert Sharpey-Schäfer, fisiologo inglese († 1935)
- 2 giugno - August von Kaulbach, pittore tedesco († 1920)
- 4 giugno - Charles Michael Caughy, dirigente sportivo e diplomatico statunitense († 1913)
- 4 giugno - Filippo Grimani, politico italiano († 1921)
- 5 giugno - Pat Garrett, statunitense († 1908)
- 5 giugno - Emilio Sineo, avvocato e politico italiano († 1898)
- 6 giugno - Carl Ferdinand Braun, fisico tedesco († 1918)
- 7 giugno - Guillermo Collazo, pittore cubano († 1896)
- 9 giugno - Wilhelm Roux, biologo tedesco († 1924)
- 11 giugno - Henry Johnson, militare statunitense († 1904)
- 11 giugno - Pavel Adamovič Pleve, militare russo († 1916)
- 12 giugno - Georges Demenÿ, fotografo, inventore e ginnasta francese († 1917)
- 12 giugno - Maximilian Yorck von Wartenburg, militare e storico prussiano († 1900)
- 13 giugno - Max Lenz, storico tedesco († 1932)
- 15 giugno - John Charles Clegg, calciatore inglese († 1937)
- 16 giugno - Max Delbrück, chimico tedesco († 1919)
- 16 giugno - Luigi Mangiagalli, ginecologo e politico italiano († 1928)
- 16 giugno - Aimé Morot, pittore e scultore francese († 1913)
- 16 giugno - Gaetano Quattrocchi, arcivescovo cattolico italiano († 1903)
- 17 giugno - Louis-Joseph-Raphaël Collin, pittore francese († 1916)
- 18 giugno - Richard Heuberger, compositore, direttore d'orchestra e insegnante austriaco († 1914)
- 19 giugno - Dario Cassuto, politico e avvocato italiano († 1920)
- 21 giugno - Enrico Cecchetti, ballerino, coreografo e insegnante italiano († 1928)
- 22 giugno - Eraclio Gerbella, cornista e direttore d'orchestra italiano († 1929)
- 22 giugno - Ignaz Goldziher, linguista e filologo ungherese († 1921)
- 22 giugno - Fanny Hesse, biologa tedesca († 1934)
- 24 giugno - Horatio Herbert Kitchener, I conte Kitchener, generale britannico († 1916)
- 24 giugno - Gustav Adolf Neuber, chirurgo tedesco († 1932)
- 26 giugno - Alfred Louis Delattre, archeologo e presbitero francese († 1932)
- 26 giugno - Ferdinand von Lobkowitz, politico austro-ungarico († 1926)
- 27 giugno - Jørgen Pedersen Gram, matematico danese († 1916)
- 27 giugno - Lafcadio Hearn, giornalista, scrittore e iamatologo irlandese († 1904)
- 27 giugno - Ivan Vazov, poeta e romanziere bulgaro († 1921)
- 28 giugno - Léonce Manouvrier, antropologo, anatomista e fisiologo francese († 1927)

## Luglio(34)
- 1º luglio - Florence Earle Coates, poetessa e scrittrice statunitense († 1927)
- 2 luglio - Robert Ridgway, ornitologo statunitense († 1929)
- 3 luglio - Roberto Brusati, generale italiano († 1935)
- 3 luglio - Santu Casanova, scrittore francese († 1936)
- 3 luglio - Alfredo Keil, compositore, pittore e poeta portoghese († 1907)
- 4 luglio - Clemente Benedettucci, religioso, letterato e bibliotecario italiano († 1949)
- 4 luglio - Raffaele Esposito, cuoco italiano († 1923)
- 4 luglio - Bartolomeo Lagumina, vescovo cattolico, arabista e orientalista italiano († 1931)
- 7 luglio - Antônio Moreira César, militare brasiliano († 1897)
- 12 luglio - Heinrich von Foullon-Norbeeck, geologo austriaco († 1896)
- 12 luglio - Joseph Isaac Spadafora Whitaker, ornitologo e archeologo italiano († 1936)
- 14 luglio - Robert Brower, attore statunitense († 1934)
- 14 luglio - Vittorio Cipelli, avvocato e politico italiano († 1929)
- 15 luglio - Graziano Appiani, imprenditore e politico italiano († 1920)
- 15 luglio - Francesca Saverio Cabrini, religiosa, missionaria e educatrice italiana († 1917)
- 16 luglio - Mariano Agosta, pittore italiano († 1927)
- 17 luglio - Frédérich Bataille, poeta, insegnante e micologo francese († 1946)
- 17 luglio - John Hawtrey, calciatore inglese († 1925)
- 17 luglio - Eduard Niczky, pittore tedesco († 1919)
- 19 luglio - Győző Czigler, architetto ungherese († 1905)
- 19 luglio - Cuthbert Ottaway, calciatore inglese († 1878)
- 19 luglio - Sergej Podolinskij, scienziato ucraino († 1891)
- 22 luglio - Enrico Barberi, scultore italiano († 1941)
- 22 luglio - Marco Calderini, pittore e scrittore italiano († 1941)
- 22 luglio - Alfred Smedberg, insegnante e scrittore svedese († 1925)
- 23 luglio - Daniel Elmer Salmon, veterinario e chirurgo statunitense († 1914)
- 23 luglio - Antonio Orlandi Cardini, patriota, politico e militare italiano († 1920)
- 25 luglio - Marya Krasińska, nobile polacca († 1884)
- 26 luglio - Edward Henry, poliziotto britannico († 1931)
- 28 luglio - Teresa del Liechtenstein, principessa austriaca († 1938)
- 29 luglio - Hans von Berlepsch, ornitologo tedesco († 1915)
- 29 luglio - Luigi Tulumello, letterato, giurista e politico italiano († 1923)
- 30 luglio - Léon Delachaux, pittore francese († 1919)
- 31 luglio - Herbert Miles, ufficiale inglese († 1926)

## Agosto(30)
- 2 agosto - Tawhida Hanim, principessa egiziana († 1888)
- 4 agosto - Eugenio Gignous, pittore italiano († 1906)
- 5 agosto - Guy de Maupassant, scrittore e letterato francese († 1893)
- 6 agosto - Alfred Henry Hook, militare britannico († 1905)
- 6 agosto - Luigi Rosa, pittore italiano († 1919)
- 9 agosto - Enrico Berlinguer, avvocato e politico italiano († 1915)
- 11 agosto - Albert Adamkiewicz, anatomista e patologo polacco († 1921)
- 13 agosto - Andrea Carlo Ferrari, cardinale e arcivescovo cattolico italiano († 1921)
- 14 agosto - Walter William Rouse Ball, matematico e avvocato britannico († 1925)
- 15 agosto - Albert-Émile Artigue, pittore, illustratore e incisore francese († 1927)
- 15 agosto - Carlo Ferraris, economista, statistico e politico italiano († 1924)
- 16 agosto - Max von Boehn, generale tedesco († 1921)
- 18 agosto - Vincenzo Appiani, pianista e compositore italiano († 1932)
- 21 agosto - Francesco Marani, politico italiano († 1934)
- 21 agosto - Jean de Neuflize, banchiere e cavaliere francese († 1928)
- 23 agosto - Salvatore Distefano Noce, avvocato e politico italiano († 1941)
- 23 agosto - Heinrich Gogarten, pittore tedesco († 1911)
- 23 agosto - Elvidio Salvarezza, prefetto e politico italiano († 1923)
- 24 agosto - Jan Rutgers, medico e sessuologo olandese († 1924)
- 25 agosto - Pavel Borisovič Aksel'rod, rivoluzionario russo († 1928)
- 25 agosto - Charles Robert Richet, medico e fisiologo francese († 1935)
- 26 agosto - Koloman Banšell, pastore protestante, poeta e scrittore slovacco († 1887)
- 26 agosto - Louis Couppé, arcivescovo cattolico francese († 1926)
- 27 agosto - Olivia Hedges-White, nobildonna e filantropa irlandese († 1925)
- 27 agosto - Augusto Righi, fisico italiano († 1920)
- 28 agosto - William Auguste Coolidge, alpinista statunitense († 1926)
- 29 agosto - Othmar Zeidler, chimico austriaco († 1911)
- 30 agosto - Eugène Burnand, pittore svizzero († 1921)
- 30 agosto - Bernardo Reyes, generale e politico messicano († 1913)
- 30 agosto - Marcelo Hilario del Pilar, rivoluzionario e scrittore filippino († 1896)

## Settembre(32)
- 1º settembre - Jim O'Rourke, giocatore di baseball statunitense († 1919)
- 2 settembre - Francesco Confalonieri, scultore italiano († 1925)
- 2 settembre - Eugene Field, scrittore e poeta statunitense († 1895)
- 2 settembre - Alfred Pringsheim, matematico tedesco († 1941)
- 3 settembre - Friedrich Delitzsch, orientalista e assiriologo tedesco († 1922)
- 4 settembre - Luigi Cadorna, generale e politico italiano († 1928)
- 5 settembre - Jack Daniel, imprenditore statunitense († 1911)
- 5 settembre - Eugen Goldstein, fisico tedesco († 1930)
- 6 settembre - Léon-Adolphe Amette, cardinale e arcivescovo cattolico francese († 1920)
- 6 settembre - Louis Apol, pittore olandese († 1936)
- 6 settembre - Frants Buhl, orientalista e biblista danese († 1932)
- 7 settembre - Friedrich Martius, medico tedesco († 1923)
- 8 settembre - Philipp Lotmar, giurista tedesco († 1922)
- 8 settembre - Paul Gerson Unna, dermatologo tedesco († 1929)
- 9 settembre - Bhāratendu Hariścaṃdra, poeta e drammaturgo indiano († 1885)
- 9 settembre - Jane Ellen Harrison, storica delle religioni e linguista britannica († 1928)
- 9 settembre - Leopoldo Miguez, compositore, violinista e direttore d'orchestra brasiliano († 1902)
- 10 settembre - Giovan Battista Borsani, architetto italiano († 1906)
- 10 settembre - Carlo Panizzardi, prefetto e politico italiano († 1921)
- 15 settembre - Émile Delperée, pittore belga († 1896)
- 15 settembre - Rosita Mauri, ballerina e coreografa spagnola († 1923)
- 17 settembre - Franziskus von Bettinger, cardinale e arcivescovo cattolico tedesco († 1917)
- 17 settembre - Guerra Junqueiro, scrittore, giornalista e politico portoghese († 1923)
- 18 settembre - Miķelis Krogzemis, poeta lettone († 1879)
- 18 settembre - Filippo Sceberras, medico, patriota e politico maltese († 1928)
- 21 settembre - Gregorio VII di Costantinopoli, arcivescovo ortodosso greco († 1924)
- 21 settembre - Hans Sitt, compositore, violinista e violista ceco († 1922)
- 23 settembre - Richard Hertwig, medico e zoologo tedesco († 1937)
- 24 settembre - Giuseppe Schininà di Sant'Elia, politico italiano († 1922)
- 29 settembre - Étienne-Louis Arthur Fallot, medico francese († 1911)
- 30 settembre - Maximilian Braun, anatomista e zoologo tedesco († 1930)
- 30 settembre - Babette von Bülow, scrittrice tedesca († 1927)

## Ottobre(21)
- 4 ottobre - Francisco de Assis Rosa e Silva, politico brasiliano († 1929)
- 6 ottobre - Giulio Pestalozza, diplomatico italiano († 1930)
- 7 ottobre - Josef Menges, esploratore tedesco († 1910)
- 8 ottobre - Henri Le Châtelier, chimico francese († 1936)
- 10 ottobre - Léon Comerre, pittore e scultore francese († 1916)
- 12 ottobre - Alfred Edwards, imprenditore, dirigente sportivo e diplomatico britannico († 1923)
- 13 ottobre - Pellegrino Matteucci, esploratore e geografo italiano († 1881)
- 14 ottobre - Andrea Balletti, storico, letterato e avvocato italiano († 1938)
- 15 ottobre - Camillo Rospigliosi, nobile, militare e politico italiano († 1915)
- 17 ottobre - Fernand Foureau, esploratore e geografo francese († 1914)
- 17 ottobre - Pablo Iglesias Posse, politico e sindacalista spagnolo († 1925)
- 18 ottobre - Louis-Maurice Boutet de Monvel, pittore e illustratore francese († 1913)
- 18 ottobre - Ferdinand von Quast, generale tedesco († 1939)
- 18 ottobre - Arthur Savage, calciatore inglese († 1905)
- 19 ottobre - Annie Smith Peck, alpinista e attivista statunitense († 1935)
- 21 ottobre - Salomé Ureña, poetessa e educatrice dominicana († 1897)
- 23 ottobre - Damaso Pio De Bono, vescovo cattolico italiano († 1927)
- 24 ottobre - Emile Gillieron, archeologo, progettista e artista svizzero († 1924)
- 24 ottobre - Camillo Tiberio, vescovo cattolico italiano († 1915)
- 25 ottobre - Antonio Civelli, imprenditore e politico italiano († 1930)
- 26 ottobre - Otto Nüsslin, zoologo tedesco († 1915)

## Novembre(47)
- 1º novembre - Rosario de Acuña y Villanueva de la Iglesia, scrittrice spagnola († 1923)
- 1º novembre - Nabor Soliani, ingegnere e politico italiano († 1930)
- 2 novembre - Masaniello Parise, maestro di scherma italiano († 1910)
- 3 novembre - Ian Maclaren, religioso e scrittore britannico († 1907)
- 4 novembre - Léon Hennique, scrittore e drammaturgo francese († 1935)
- 4 novembre - Francesco Mauro, chimico italiano († 1893)
- 5 novembre - Ella Wheeler Wilcox, scrittrice statunitense († 1919)
- 6 novembre - Ernest von Koerber, politico austriaco († 1919)
- 7 novembre - Emilio Bisi, scultore italiano († 1920)
- 7 novembre - Big Nose Kate, ungherese († 1940)
- 8 novembre - Karl Komzák, compositore e direttore d'orchestra ceco († 1905)
- 8 novembre - Giovanni Potenziani, politico italiano († 1899)
- 9 novembre - Louis Lewin, farmacologo tedesco († 1929)
- 10 novembre - Antonio Cefaly, politico e imprenditore italiano († 1928)
- 11 novembre - Antonio Carvalho da Silva Porto, pittore portoghese († 1893)
- 11 novembre - Wilhelm von Rümann, scultore e medaglista tedesco († 1906)
- 12 novembre - Michail Ivanovič Čigorin, scacchista russo († 1908)
- 12 novembre - Juan Silvano Godoy, politico, scrittore e storico paraguaiano († 1926)
- 12 novembre - William Milligan Sloane, storico statunitense († 1928)
- 12 novembre - Teresa di Baviera, principessa († 1925)
- 13 novembre - Robert Louis Stevenson, scrittore, drammaturgo e poeta scozzese († 1894)
- 14 novembre - Amos Casselman, arciere statunitense († 1929)
- 14 novembre - Sophie Keller, soprano danese († 1929)
- 14 novembre - Pio da Langogne, arcivescovo cattolico francese († 1914)
- 15 novembre - Victor Laloux, architetto francese († 1937)
- 15 novembre - Pietro Merlo, glottologo e linguista italiano († 1888)
- 15 novembre - Elena Dmitrievna Polenova, artista russa († 1898)
- 16 novembre - Federico Errázuriz Echaurren, politico cileno († 1901)
- 17 novembre - Patrick Joseph Power, politico irlandese († 1913)
- 17 novembre - Max Spohr, editore tedesco († 1905)
- 17 novembre - Friedrich Hermann Wölfert, editore e pioniere dell'aviazione tedesco († 1897)
- 20 novembre - Valeriano Malfatti, politico italiano († 1931)
- 21 novembre - Ettore Cercone, pittore e militare italiano († 1896)
- 23 novembre - Remigio Sabbadini, filologo e latinista italiano († 1934)
- 24 novembre - Nikolaj Kornilievič Bodarevskij, pittore e insegnante russo († 1921)
- 24 novembre - László Lukács, politico ungherese († 1932)
- 25 novembre - Luigi Dorigo, avvocato e politico italiano († 1927)
- 25 novembre - Eduard Sievers, linguista e filologo tedesco († 1932)
- 27 novembre - Secondo Frola, politico italiano († 1929)
- 28 novembre - Giovanni Battista Cerruti, esploratore italiano († 1914)
- 28 novembre - Henri Patrice Dillon, pittore, illustratore e incisore francese († 1909)
- 28 novembre - Odoardo Ferragni, paleografo e ornitologo italiano († 1937)
- 28 novembre - Gotthardt Kuehl, pittore tedesco († 1915)
- 28 novembre - Roberto Rampoldi, oculista e politico italiano († 1926)
- 29 novembre - Agostino Richelmy, cardinale e arcivescovo cattolico italiano († 1923)
- 29 novembre - Sofia Scalchi, contralto italiana († 1922)
- 30 novembre - Fausto Aphel, avvocato e prefetto italiano († 1931)

## Dicembre(41)
- 1º dicembre - Evgenija Pavlovna Sokolova, ballerina russa († 1925)
- 2 dicembre - Ernesta Galletti Stoppa, pedagogista e educatrice italiana († 1939)
- 3 dicembre - Fran Detela, scrittore sloveno († 1926)
- 4 dicembre - María Isabel Manuel de Villena, nobildonna spagnola († 1929)
- 5 dicembre - Alexander Girardi, tenore austriaco († 1918)
- 6 dicembre - Attilio Luzzatto, giornalista e politico italiano († 1900)
- 7 dicembre - Guido Nobili, scrittore italiano († 1916)
- 8 dicembre - Achille Breda, dermatologo italiano († 1934)
- 8 dicembre - Luigi Nono, pittore italiano († 1918)
- 9 dicembre - Emma Abbott, soprano e impresaria teatrale statunitense († 1891)
- 9 dicembre - Henry Daras, pittore francese († 1928)
- 10 dicembre - Gustav Hinrichs, direttore d'orchestra e compositore statunitense († 1942)
- 11 dicembre - Luigi Baldacci, ingegnere e geologo italiano († 1927)
- 11 dicembre - Maria Vittoria Hamilton, nobile britannica († 1922)
- 11 dicembre - Francesco Isola, vescovo cattolico italiano († 1926)
- 11 dicembre - Julius Kronberg, pittore svedese († 1921)
- 11 dicembre - Antonio Maffi, politico italiano († 1912)
- 13 dicembre - Giulio Branca, scultore italiano († 1926)
- 13 dicembre - Charles Cavendish, III barone Chesham, generale inglese († 1907)
- 13 dicembre - William Chapman, scrittore, poeta e giornalista canadese († 1917)
- 14 dicembre - Jean Taubenhaus, scacchista polacco († 1919)
- 15 dicembre - Johannes Metger, scacchista tedesco († 1926)
- 16 dicembre - Betzij Rezora Akersloot-Berg, pittrice e disegnatrice norvegese († 1922)
- 17 dicembre - Maud Hamilton, nobile britannica († 1932)
- 18 dicembre - James David Bourchier, giornalista e attivista irlandese († 1920)
- 19 dicembre - Camille Biot, medico francese († 1918)
- 19 dicembre - Friedrich Lüthi, tiratore a segno svizzero († 1913)
- 21 dicembre - Lluís Domènech i Montaner, architetto spagnolo († 1923)
- 21 dicembre - Zdeněk Fibich, compositore ceco († 1900)
- 21 dicembre - Marie Fox, scrittrice britannica